# CS Chimia Râmnicu Vâlcea
El Clubul Sportiv Chimia Râmnicu Vâlcea fou un club de futbol romanès de la ciutat de Râmnicu Vâlcea.

## Història
El club va ser fundat el 1946 amb el nom Vâlceana. Evolució del nom:
- 1946-1947: Vâlceana
- 1947-1955: CSM Râmnicu Vâlcea
- 1955-1957: Flamura Rosie
- 1957-1958: Unirea Râmnicu Vâlcea
- 1958-1959: Santierul Govara
- 1959-1962: Chimea Govara
- 1962-1966: Unirea Râmnicu Vâlcea
- 1966-1967: Oltul Râmnicu Vâlcea
- 1967-1994: Chimia Râmnicu Vâlcea
- 1994-2004: FC Râmnicu Vâlcea

El seu major triomf fou lo copa romanesa de la temporada 1972-73. L'any 2004 es va dissoldre per problemes econòmics.

## Palmarès
- Copa romanesa de futbol: 
  - 1972-73

- Segona divisió romanesa de futbol: 
  - 1973-74, 1977-78

- Tercera divisió romanesa de futbol: 
  - 1970-71